# Glomeridesmus orphinus
Glomeridesmus orphinus är en mångfotingart som beskrevs av Chamberlin 1923. Glomeridesmus orphinus ingår i släktet Glomeridesmus och familjen Glomeridesmidae. Inga underarter finns listade i Catalogue of Life.